# بوشنوية كبيرة الأوراق
بوشنوية كبيرة الأوراق  (الاسم العلمي:Buchenavia macrophylla) هي نوع من النباتات يتبع جنس البوشنوية من الفصيلة القمبريطية.